# Otto Wegener
Otto Wegener (Helsingborg, 20 de enero de 1849 - París, 4 de febrero de 1924) fue un fotógrafo sueco que se afincó y desarrolló su carrera profesional en Francia desde su primera juventud, hacia 1867.

## Biografía

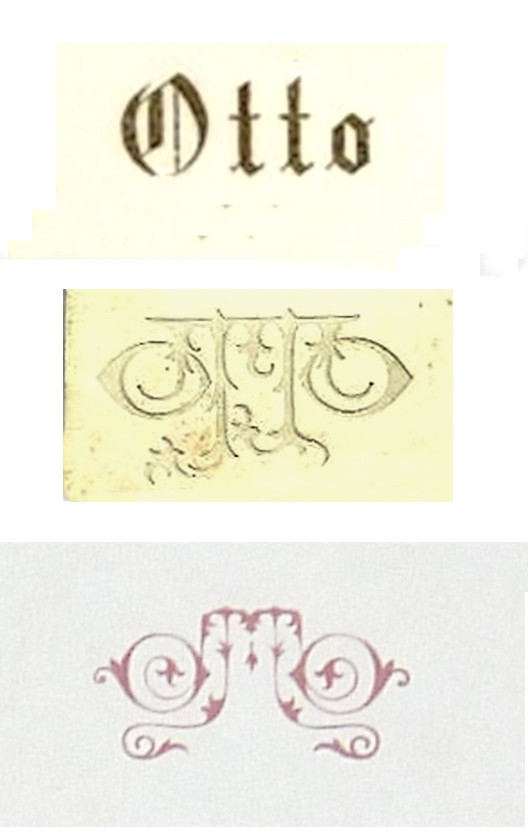
Logos diferentes que llegó a utilizar Otto Wegener.

Otto Wegener, con apenas veinte años de edad, abrió su propio estudio fotográfico en París en el número 3 de la plaza de la Madeleine, gracias a su trabajo en el cual no tardó en conseguir una buena reputación profesional. Se especializó en el retrato de personalidades de la cultura y el espectáculo, firmando sus imágenes con el nombre OTTO, representado en letras doradas. Muchos de sus retratos se hicieron muy conocidos, como, por ejemplo, los que realizó a Isadora Duncan, Marcel Proust o a Paul Verlaine.
Trabajó como asistente de Edward Steichen y posteriormente llegaría a ser el profesor de fotografía del príncipe Eugène de Suecia. En el año 1912, Wegener y Eugène Pirou (1844-1909) unieron sus negocios, pasando a firmar sus imágenes como Otto et Pirou- 3, place de la Madeleine.
El 23 de febrero de 1916 su estudió se incendió y los daños fueron muy importantes.
Su hijo, Maurice Otto Wegener, murió en la Primera Guerra Mundial.
Otto Wegener falleció en 1924 en su domicilio del número 13 de la calle Miromesnil y fue enterrado en el cementerio de Pare-Lachaise., de donde fue exhumado en 2002 porque su concesión había expirado, pasando sus huesos a la osera del mismo.

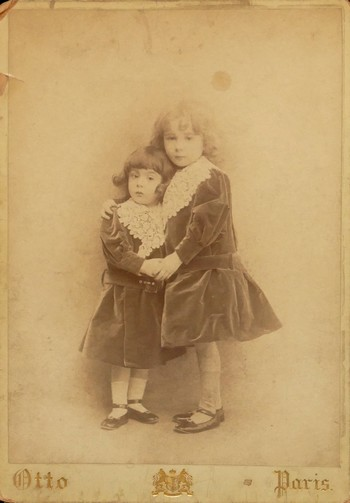
Robert y Marcel Proust en 1876.
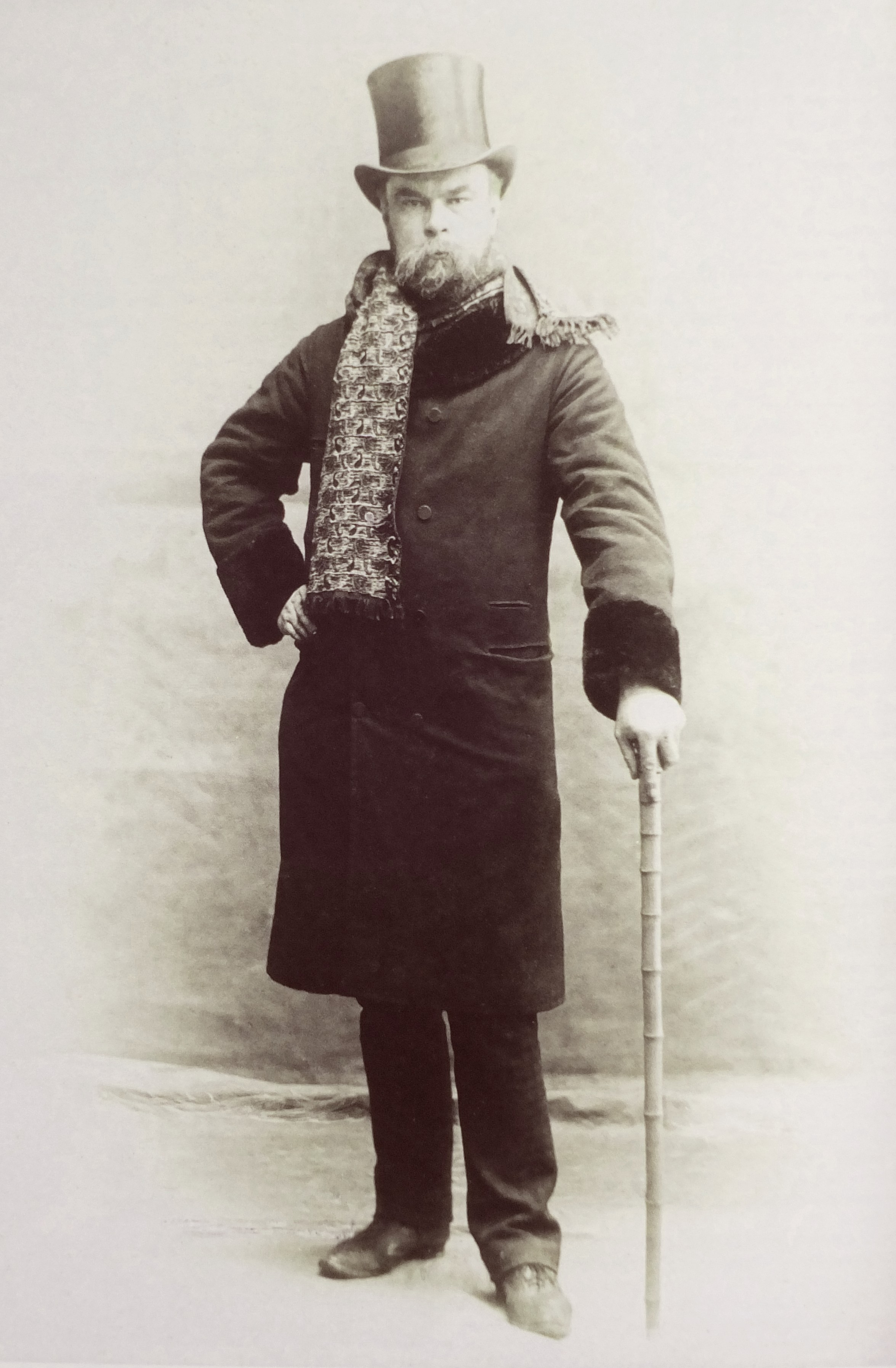
Paul Verlaine en 1893.
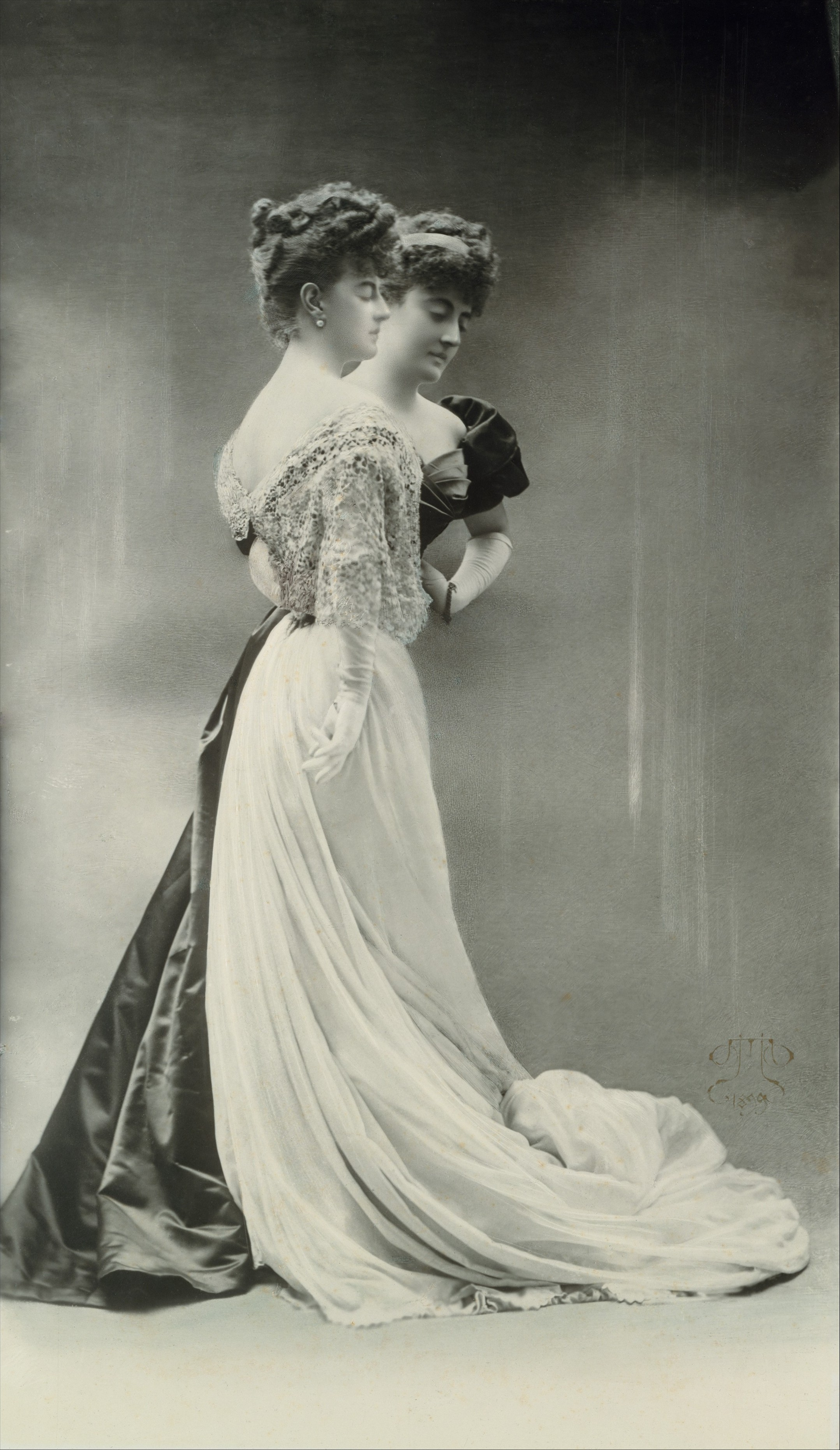
La condesa Greffulhe, doble impresión.
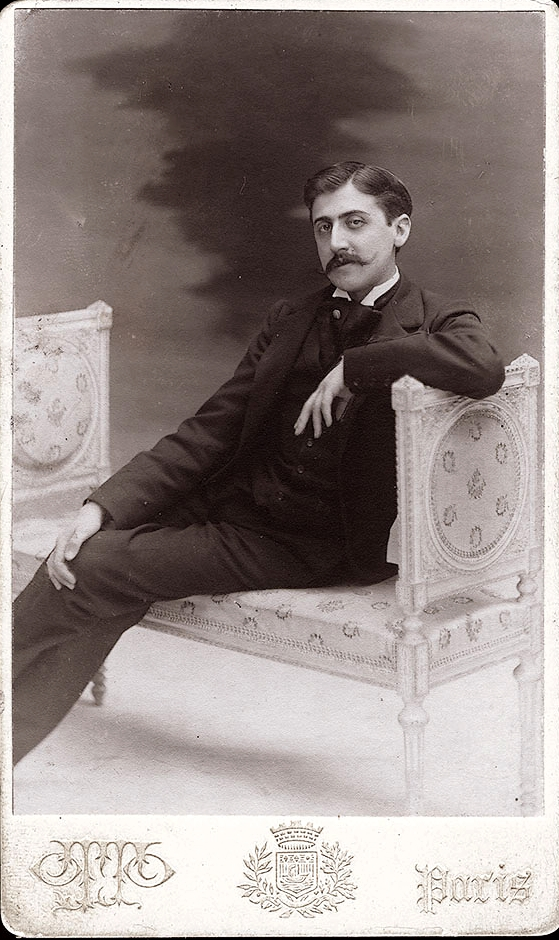
Marcel Proust en 1895.
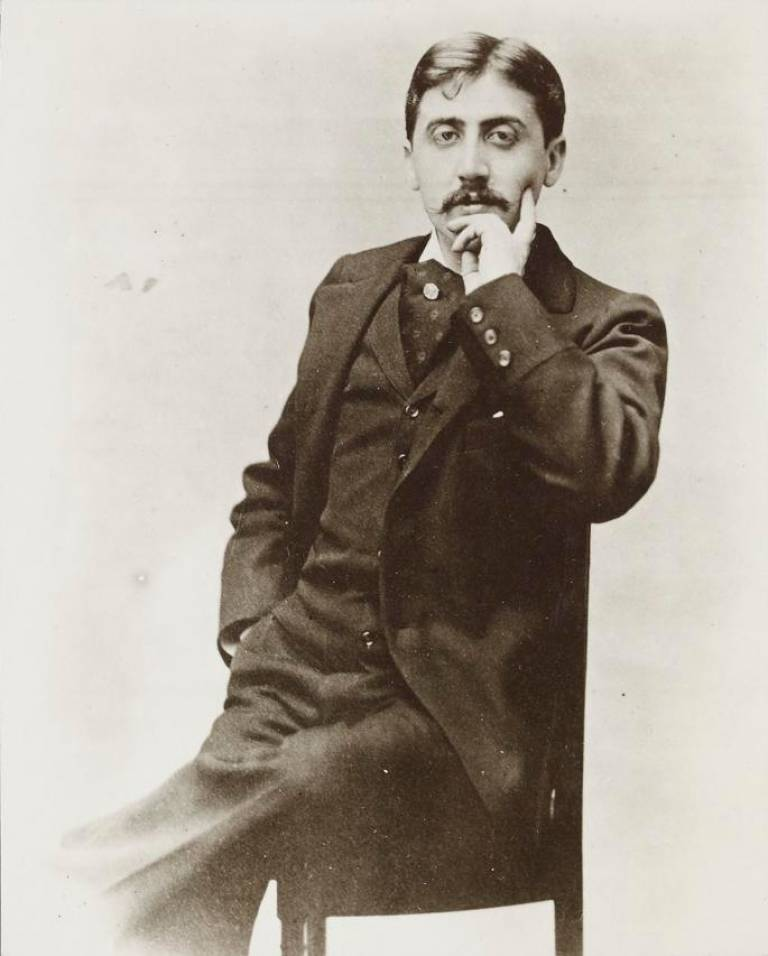
Imagen de Marcel Proust, también de 1895, que se convirtió en uno de sus iconos.

## Exposiciones
A lo largo de su carrera participó en numerosas exposiciones, tanto en Francia como en otros países. 

## Reconocimientos
- Medalla de la Legión de Honor por su participación en la guerra franco-prusiana de 1870-1871.